# Octomeria grandiflora
Octomeria grandiflora är en orkidéart som beskrevs av John Lindley. Octomeria grandiflora ingår i släktet Octomeria och familjen orkidéer. Inga underarter finns listade i Catalogue of Life.

## Bildgalleri

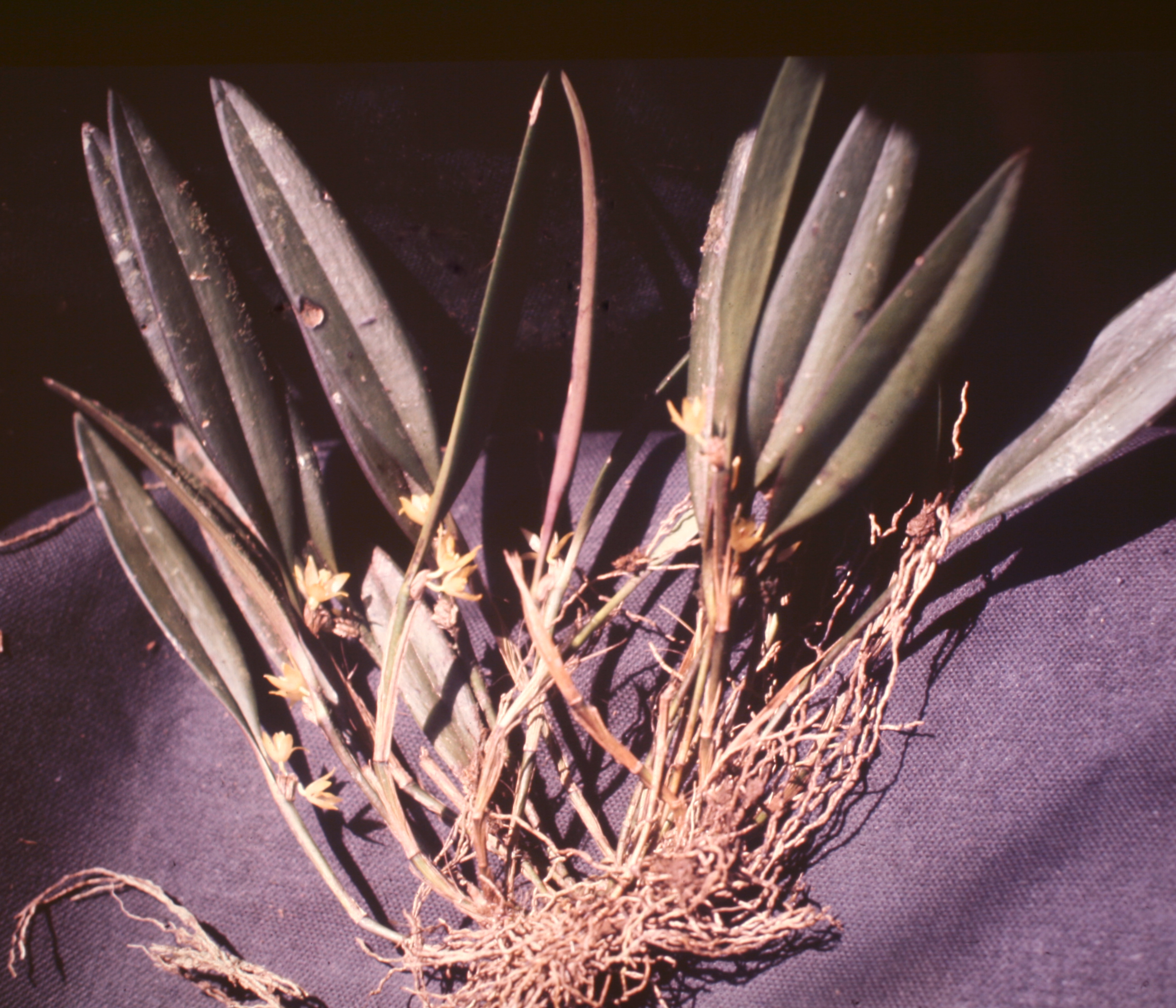
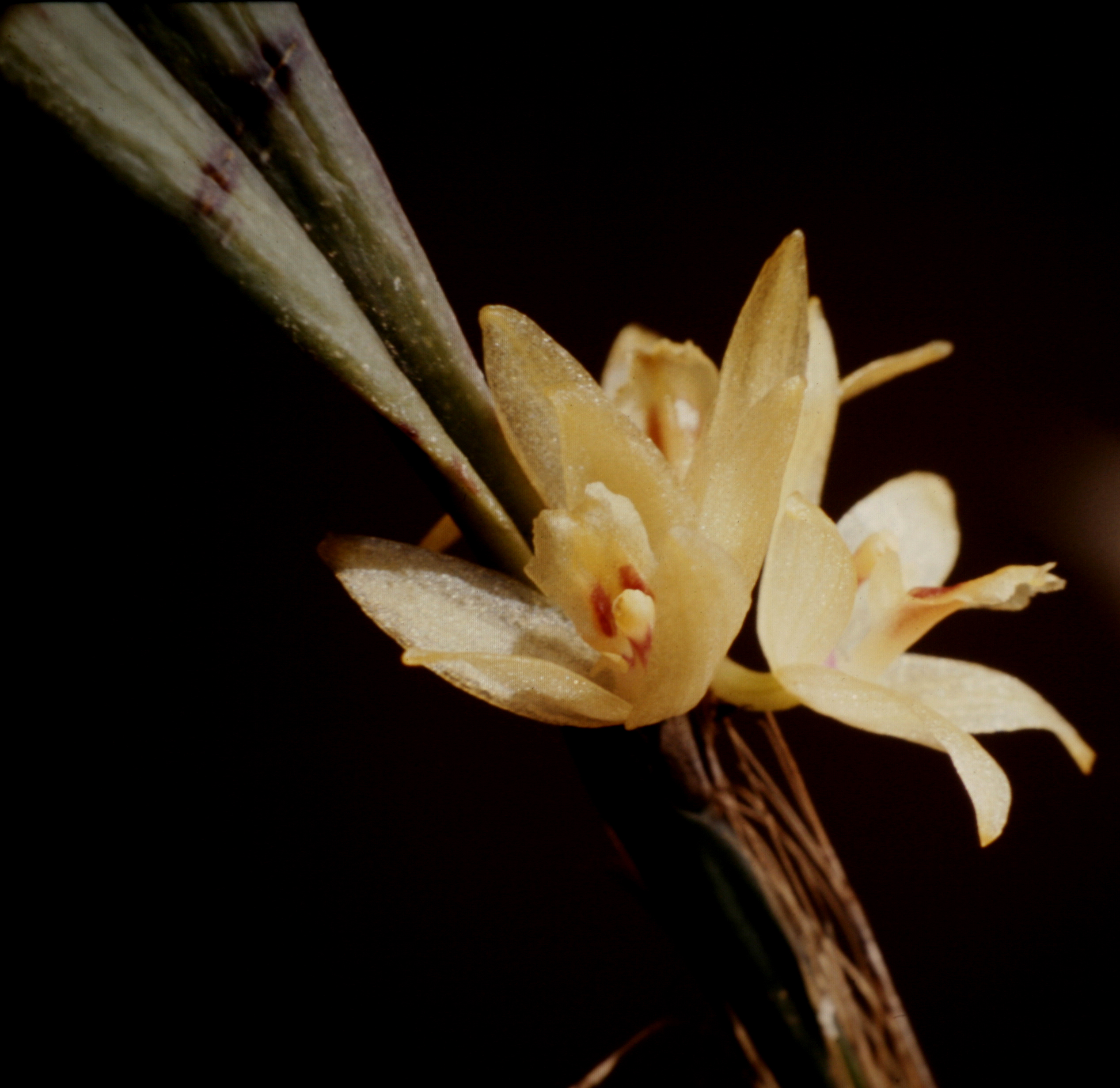
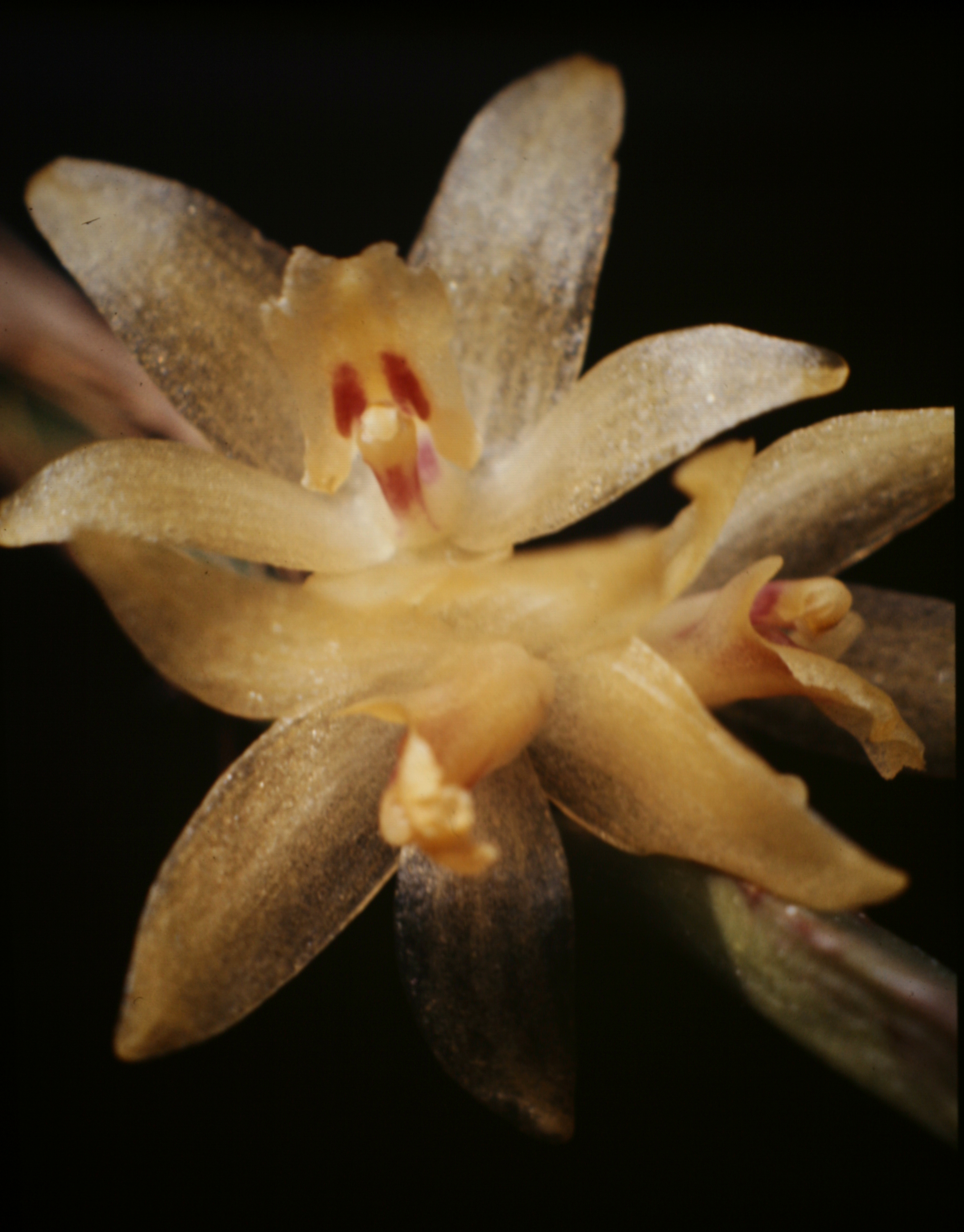
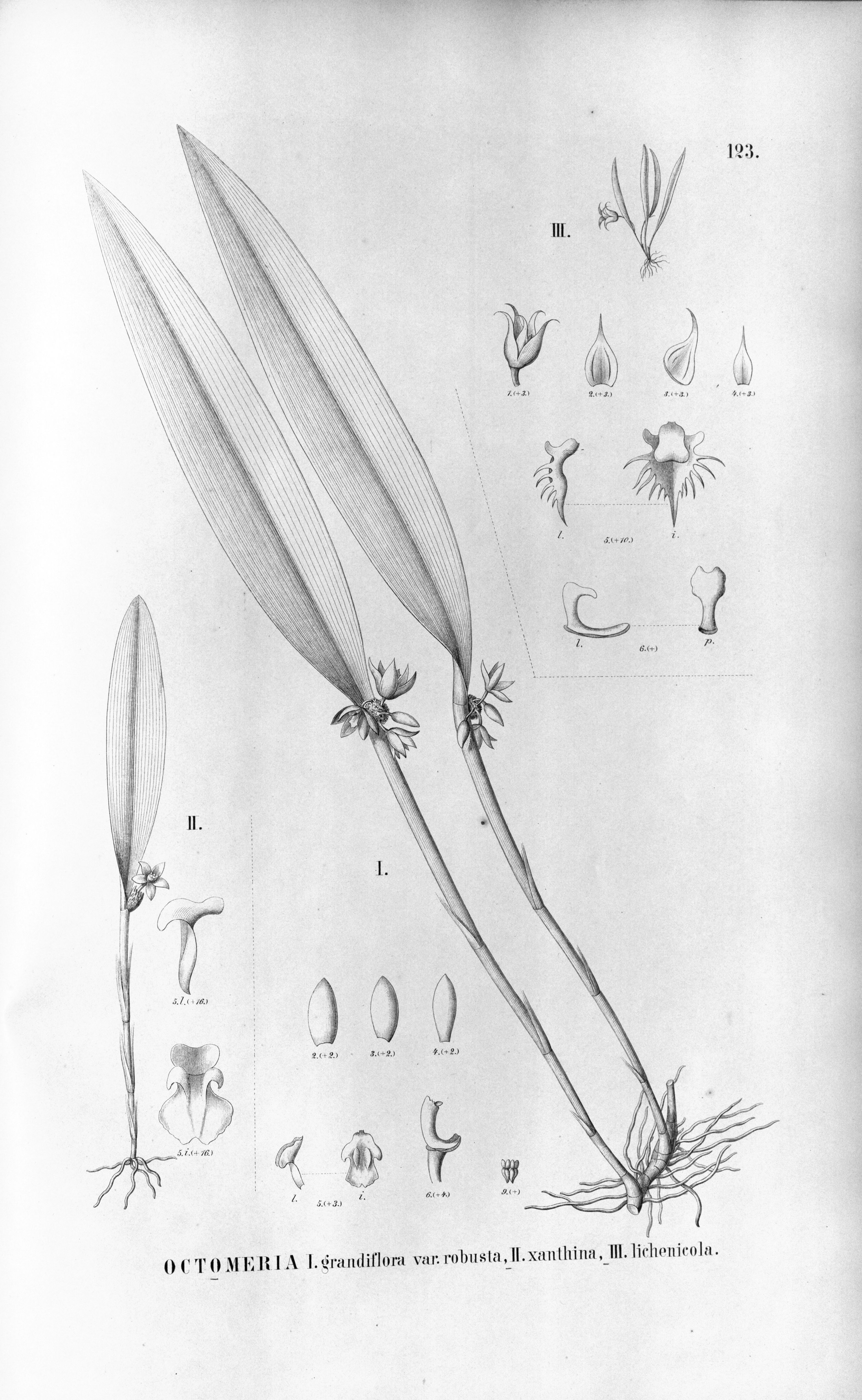
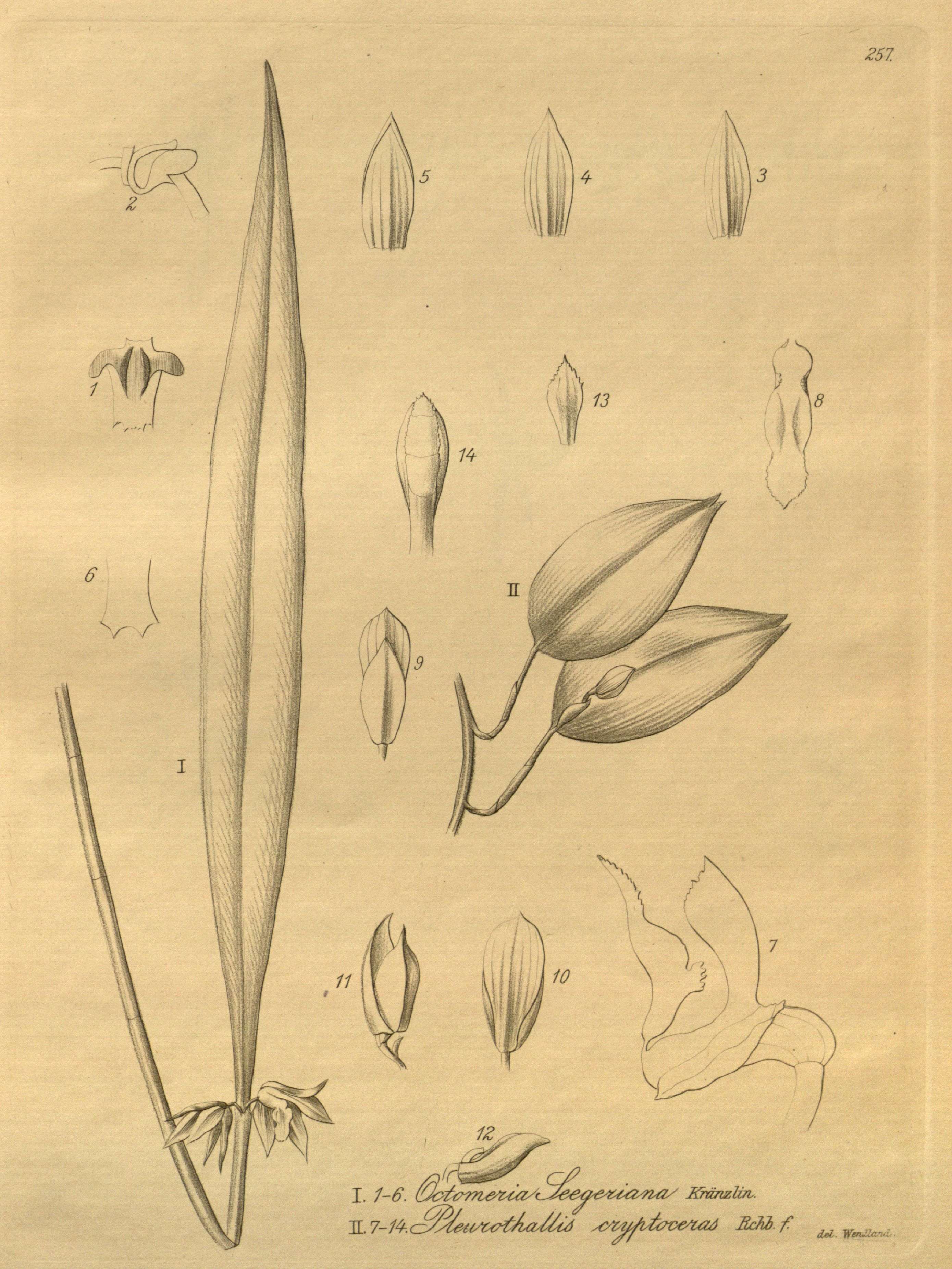